# Monatepil
Monatepil je blokator kalcijumskog kanala i antagonist α1-adrenergičkog receptora koji se koristi kao antihipertenziv.